# Плутарко Еліас Кальєс
Плута́рко Елі́ас Ка́льєс (ісп. Plutarco Elías Calles, pluˈtarko eˈli.as ˈkaʎes; 25 вересня 1877, Гуаймас, Сонора, Мексика — 19 жовтня 1945, Мехіко) — мексиканський генерал і політик, президент Мексики протягом 1924—1928 років, надалі — фактичний правитель країни в 1928—1935 роках у період, відомий як максимат. Атеїст, активний супротивник католицької церкви й організатор репресій проти її прихильників, що вилилися в повстання крістерос — громадянську війну між католицькими повстанцями і урядовими силами. Засновник Національної революційної партії (надалі отримала назву Інституційно-революційна партія), що правила в Мексиці понад 70 років.

## Молодість
Позашлюбний син Марії де Хесус Кампусано і Плутарко Еліаса — мексиканця зі збіднілого знатного ліванського роду, що страждав алкоголізмом. Плутарко отримав прізвище Кальєс від свого дядька, який ростив його після смерті матері. Мати його походила з роду хрещеного єврея-сефарда Франсіско Еліаса Гонсалеса де Сайяса (1704—1790), іспанського офіцера, який 1729 року переїхав з іспанської Ріохи в мексиканське місто Áламос (нині в штаті Сонора) і брав участь у війнах проти індіанців які й апачів.
Змінив кілька різних професій: від бармена до шкільного вчителя. Підтримав Франсіско Мадеро, при якому зайняв посаду політичного комісара. Примкнув до переможців Мексиканської революції (1910—1920), завдяки чому зробив швидку кар'єру, вже в 1915 році ставши генералом. Очолив Конституційну армію в рідному штаті Сонора і придушив виступ Хосе Марії Майторени і Панчо Вільї під час Другої битви при Агуа-Прієті в 1915 році.
1915 року Кальєс став губернатором штату Сонора і прославився енергійними реформами, жорсткими методами проводячи політику індустріалізації та розвитку місцевої інфраструктури. Впроваджував популістське законодавство, що давало соціальні гарантії робітникам, і разом з тим активно виступав проти церкви. 1919 року Венустіано Карранса призначив Кальєса міністром торгівлі, промисловості та праці. 1920 року приєднався до організованого Альваро Обрегоном перевороту, що скинув Каррансу, в подяку за що Обрегон призначив Кальєса міністром внутрішніх справ. Кальєс приєднався до мексиканської Лейбористської партії, і, як союзник Обрегона, 1924 року був обраний на пост президента, перемігши кандидата від аграріїв Анхеля Флореса і ексцентричного Ніколаса Суньїгу.

## Президент
Обрання Кальєса на посаду президента підтримали профспілки і селянські об'єднання. Партія лейбористів, що підтримувала його уряд, насправді була політичним відгалуженням впливової Регіональної конфедерації мексиканських робітників (CROM), яку очолював Луїс Наполеон Моронес. Незадовго до інавгурації Кальєс з'їздив у Європу, де він вивчав досвід роботи соціал-демократів і робочого руху, який пізніше спробував запровадити в Мексиці. Кальєс підтримав земельні реформи і просував «ехідо» (мексиканський варіант громадського землеволодіння) як спосіб звільнити селян; попри це, в роки його правління не відбувалося перерозподілу великих землеволодінь. Кальєс заснував кілька банків для підтримки селян, а також Банк Мексики. При ньому міністр сільського господарства Альберто Пані зумів домогтися ослаблення зовнішнього боргу, але, вступивши в конфлікт з Кальєсом, пішов у відставку 1927 року.
Кальєс реформував мексиканський Цивільний кодекс, надавши незаконнонародженим дітям ті ж права, що й у народжених у законному шлюбі, на що, ймовірно, вплинув його власний досвід позашлюбної дитини.

### Відносини зі США під час президентського терміну

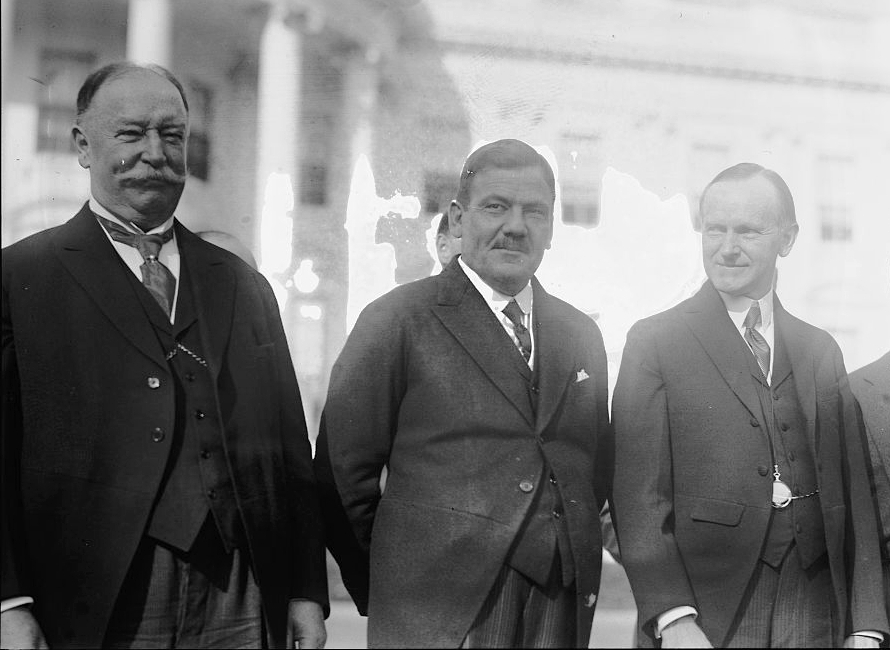
Колишній президент США Вільям Говард Тафт, Плутарко Еліас Кальєс і чинний президент США Калвін Кулідж у Білому домі.

Однією з проблем у відносинах зі США була нафта. Кальєс відкинув Угоди Букарели 1923 року, укладені за президента Альваро Обрегона, і висунув проєкт нового нафтового закону, що форсував застосування статті 27 конституції, згідно з яким все, що знаходилося під землею, було власністю держави. Ця стаття, особливо за умови її застосування зі зворотною силою, загрожувала нафтовим компаніям Європи і США, які мали володіння в Мексиці. Верховний суд Мексики ухвалив рішення про те, що належні іноземним власникам нафтові поля не могли бути націоналізовані, якщо вони вже використовувалися до введення конституції в дію. Угоди Букарели підтвердили рішення Верховного суду в обмін на визнання з боку США президентства Альваро Обрегона.
Американський уряд негайно відреагував на ініціативу Кальєса. Посол США Шеффілд назвав Кальєса «комуністом», а держсекретар Келлог 12 червня 1925 року виступив з погрозами на адресу Мексики. Громадська думка в США стала критичною стосовно Мексики після того, як у країні було відкрито перше радянське посольство, в зв'язку з чим радянський посол заявив, що «немає інших таких двох країн, між якими є стільки спільного, як між СРСР і Мексикою». Американські політики почали розглядати мексиканський режим як «радянський».
1925 року відбулися дебати з приводу нового нафтового законодавства, а в 1926 році його було прийнято. В січні 1927 року мексиканський уряд скасував концесії для нафтових компаній, які суперечили прийнятому закону. Преса США і президент стали обговорювати можливості війни з Мексикою, проте завдяки дипломатичним маневрам Кальєса її вдалося уникнути. Незабаром було встановлено прямий телефонний зв'язок між Кальєсом і президентом К. Куліджем. Замість Шеффілда новим послом було призначено Дуйата Морроу, який успішно провів переговори про згоду між мексиканським урядом і нафтовими компаніями.
Ще одним джерелом конфліктів між Мексикою і США було те, що Мексика підтримала лібералів у громадянській війні в Нікарагуа, тоді як США підтримали консерваторів. Конфлікт завершився підписанням угоди, в якій обидві країни зобов'язалися підтримувати «більш демократичну», на їх суб'єктивну думку, сторону конфлікту.

### Війна крістерос

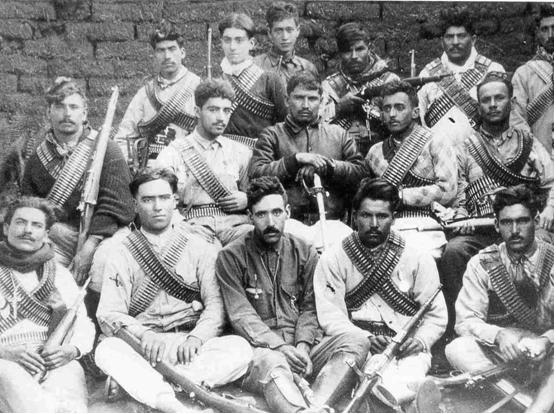
Повстанці-крістерос

14 червня 1926 року президент Кальєс ввів у дію антиклерикальний закон, що реформував Кримінальний кодекс і відомий як Закон Кальєса. Було заборонено релігійні ордени, церкву позбавлено прав власності, а священиків позбавлено громадянських свобод, зокрема права на розгляд їх справ судом присяжних (у справах, що стосувалися порушення антиклерикальних законів), і права голосу на виборах. Відкритий атеїзм Кальєса викликав ненависть до нього католиків. Крім того, він був масоном. З приводу подій тих часів президент Вісенте Фокс заявив: «Після 1917 року Мексикою управляли антикатолицькі масони, які намагалися викликати з могили антиклерикальний дух популярного президента-аборигена Беніто Хуареса, який очолював країну в XIX столітті. Але військові диктатори 1920-х були значно брутальнішими від Хуареса.»
Підняте католиками повстання вилилося в громадянську війну, в ході якої з обох сторін загинуло близько 90 тис. осіб. Окремі партизанські дії католиків тривали до 1940 року, коли до влади прийшов президент-католик Мануель Авіла Камачо. Якщо до початку війни в Мексиці було 4500 священиків, то до 1934 року залишилося всього 334 ліцензованих урядом священики на 15 мільйонів парафіян — решта були страчені, змушені переховуватися або емігрували. До 1935 року в 17 штатах взагалі не було жодного священика.

## Максимат

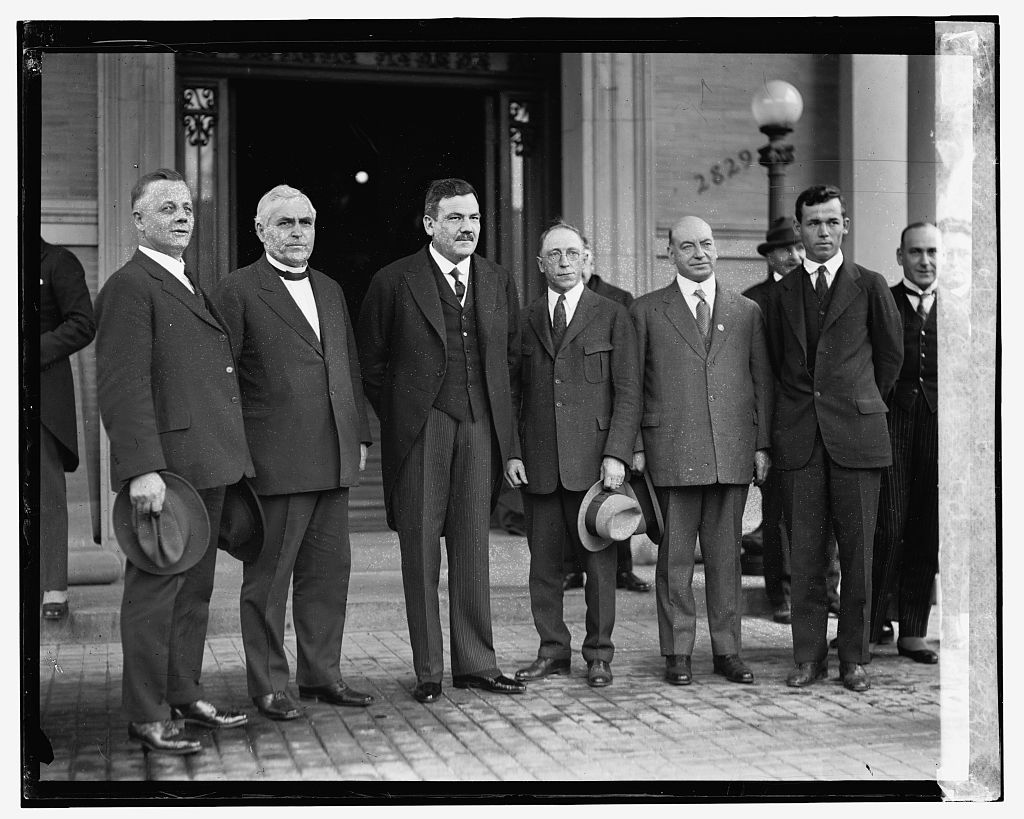
Президент Мексики Плутарко Кальєс у Американська федерація праці (будівля) Американської федерації праці.

В роки правління Кальєса прийнято поправку до конституції, яка дозволяла переобрання на термін президента через один або кілька термінів. 1928 року Обрегона обрали президентом замість Кальєса, однак його убив католицький терорист Хосе де Леоном Торалем, коли той ще не встиг вступити на посаду. Щоб уникнути політичного вакууму Кальєс надав собі пост «Великого керівника» (Jefe Máximo) і став фактичним правителем Мексики, тоді як тимчасовим президентом призначили Еміліо Портеса Хіля. Наступного року Кальєс заснував Національну революційну партію.
Період 1928—1934 років відомий як «максимат» (Maximato). Е. Портеса Хіля, Паскуаля Ортіса Рубіо і Абелардо Родрігеса, які перебували в цей час на посаді президента, вважають маріонетками Кальєса, який офіційно від 1929 року обіймав посаду військового міністра і був зайнятий придушенням повстання крістерос. Незабаром після втручання США, 1930 року мексиканський уряд підписав мир з повстанцями. В період максимату Кальєс симпатизував ідеям фашизму і намагався впровадити його в Мексиці. 1930 року було заборонено Мексиканську комуністичну партію, Мексика перестала підтримувати повстанців Сесара Сандіно в Нікарагуа, почала жорстоко придушувати страйки, уряд припинив перерозподіляти землі серед бідних селян. Кальєс повністю забув про свої колишні зв'язки з комуністичним і робочим рухом.
1934 року Кальєс висунув на пост президента свого давнього соратника Ласаро Карденаса, сподіваючись, що той буде його вірним послідовником. Однак незабаром після інавгурації Карденас став все частіше відкрито конфліктувати з Кальєсом, виступив на підтримку профспілок, критикував насильницькі методи останнього, виступив проти фашистської організації «Золоті сорочки» генерала Ніколаса Родрігеса Карраска, що переслідувала комуністів, євреїв і китайських мігрантів.
Поступово Карденас осмілів і став зміщувати з посад прихильників Кальєса, і нарешті заарештував самого Кальєса за звинуваченням у змові з метою підриву залізниці. В момент арешту Кальєс читав іспанський переклад книги Гітлера «Моя боротьба». 9 квітня 1936 року Кальєса депортовано до США.

## Вигнання та повернення
У вигнанні в США Кальєс підтримував контакти з американськими фашистами, хоча й відкидав їхні антисемітські та антимексиканські ідеї. Він також заприятелював з мексиканським філософом Хосе Васконселосом, який раніше був його політичним противником.
Наступник Карденаса, Мануель Авіла Камачо, дозволив Кальєсу повернутися в країну 1941 року. Останні роки він провів, не втручаючись у політику, в містах Мехіко і Куернавака.
Після повернення до Мексики позиція Кальєса стала більш поміркованою. 1942 року він підтримав оголошення Мексикою війни країнам Осі. Останні роки цікавився спіритуалізмом. За кілька місяців до смерті в жовтні 1945 року у віці 68 років Кальєс заявив, що вірить у вищу силу.